# スカパー!プロモ599
スカパー!プロモ599は、スカパー!プレミアムサービスおよびスカパー!プレミアムサービス光・光パーフェクTV!のCh.599で放送されている「スカパー!プレミアムサービス」のプロモーションチャンネル。
本項では、かつてスカパー!およびスカパー!プレミアムサービス（スカパー!e2など、それぞれの旧サービス名称時代を含む）で放送されていたプロモーションチャンネル全般について扱う。

## 概要
現在放送されている「スカパー!プロモ599」は、2014年5月31日をもって放送を終了した「スカパー!プロモ200」のHD版として、2012年9月29日より「スカパー!インフォ599」から改称する形で放送を開始した。スカパー!プレミアムサービスの「受信確認ガイドチャンネル」に指定されている（スカパー!ではCh.161の「QVC」が指定されている）。
スカパー!のプロモーション（宣伝）を目的としているため終日無料放送で、メンテナンスによる放送休止（深夜帯に不定期に実施）を除き24時間放送である。スクランブル信号やコピーガードは設定されていない。スカパー!およびスカパー!プレミアムサービス用のアンテナ・チューナーや、テレビ等の受信環境が揃っていれば視聴できる。
「スカパー!プロモ599」およびその前身のチャンネルでは、長年スカパー!およびスカパー!プレミアムサービスへの新規加入の方法やサービス内容を紹介する番組のほか、両サービスで提供している各専門チャンネルの番組案内、そして後述の少数の独自番組を放送してきたが、2018年8月27日のスカパー!向けの「スカパー!プロモ100」の放送休止と同時に全て終了した。同年8月28日からは環境映像の『世界の景色』を終日放送している。
過去には各スポーツ専門チャンネルが放映権を有するスポーツ中継（主にサッカー中継）について、特別編成などによりどのチャンネルでも放送できない場合に、当チャンネルを含むプロモーション用の各チャンネルで振替放送を行なったことがある。2020年現在、そのようなケースが生じた場合は主にスカチャンで振替放送を行う。また、スポーツ中継以外の特別番組が放送された事例もある。
なお、本チャンネルとは別に未契約のチャンネルからの誘導用として「スカパー!インフォ」（スカパー!・Ch.101）が設けられている。未契約のチャンネル（常時無料放送のチャンネルを除く）を選局すると、「この番組をご覧いただくには契約・登録が必要です（中略）ご案内チャンネルに切り替えますか？」といったメッセージがテレビ等の受信機によって表示され、リモコンの決定ボタンを選択すると同チャンネルに移動する。同チャンネルにはスカパー!に関する案内（静止画）がまとめられており、Ch.101ではリモコンの赤ボタンを押すとスカパー!の「受信確認ガイドチャンネル」であるQVCを選局できる。

## 沿革

### スカパー!プロモ599
- 1996年6月30日 - パーフェクTV!のプロモーションチャンネル「PROMO 200」として放送を開始（本放送は1996年10月1日）。
- 2002年4月 - チャンネル名を「倶楽部(CLUB)スカパー!TV」に改称。加入者向けに配布されている冊子（「倶楽部スカパー!」→「CLUBスカパー!、2010年現在は「スカパー!Days」）にちなんだ名称。
- 2009年1月1日 - スカパー!e2（現在のスカパー!）の「e2プロモ」（後のスカパー!プロモ100）に合わせる形で「スカパー!プロモ」に改称。
- 2012年9月29日 - チャンネル名を「スカパー!プロモ200」に改称。「200」はチャンネル番号を表す。また、ハイビジョンチャンネルにて「スカパー!プロモ599」（Ch.HD599）の放送を開始した（「スカパー!インフォ599」から変更）。同時に画面アスペクト比も16:9のワイドサイズに変更される。
- 2014年5月31日 - 24時をもってCh.200の標準画質放送を終了し、Ch.599に集約。
- 2016年12月1日 - スカパー!プレミアムサービスの衛星一般放送事業者が、スカパー・ブロードキャスティングからスカパー・エンターテイメントに変更。
- 2018年8月27日 - 「スカパー!プロモ100」が放送を休止[4]。プロモーションチャンネルが「スカパー!プロモ599」に一本化される。
- 2024年 - CH.200が消滅

### スカパー!プロモ100
- 2002年7月1日 - スカイパーフェクTV!2（現在のスカパー!）のプロモーションチャンネル「スカパー!2プロモ」として放送を開始。
- 2004年3月1日 - スカイパーフェクTV!2がプラット・ワンと統合し「スカイパーフェクTV!110」に改称されるのに合わせ、チャンネル名を「スカパー!110プロモ」に変更。「110」は通信衛星（N-SAT-110）が打ち上げられている「東経110度」を表す。
- 2007年2月1日 - 「スカイパーフェクTV!110」から「e2 by スカパー!」への改称に合わせ、チャンネル名を「e2プロモ」に変更。
- 2012年9月29日 - チャンネル名を「スカパー!プロモ100」に改称。「100」はチャンネル番号を表す。EPGには同年12月1日に反映された（9月29日から11月30日まではEPGに表示されなかった）。
- 2017年12月27日17時 - データ放送の双方向データサービスが終了。
- 2018年8月27日 - 他チャンネルのHD化によるスロット捻出のため放送を終了[4]。終了後も100chの枠は残っているが、選局しても受信できない。

### e2メイト
- 2002年3月1日 - プラット・ワンのプロモーションチャンネル「プラット・ワン プロモーションチャンネル」として放送を開始。委託放送事業者はスペーステリア。
- 2004年3月1日 - プラット・ワンがスカイパーフェクTV!2と統合し「スカイパーフェクTV!110」に改称されるのに合わせ、チャンネル名を「スカパー!110メイト」に変更。
- 2004年5月14日 - スペーステリアの撤退に伴い、同社が使用していた帯域が割り当てられたマルチチャンネルエンターテイメント（現在のスカパー・エンターテイメント）が委託放送事業者となる。
- 2007年2月1日 - 「スカイパーフェクTV!110」から「e2 by スカパー!」への改称に合わせ、チャンネル名を「e2メイト」に変更。データ放送を通じて双方向データサービスを提供し、同サービスに登録するとスカパー!への加入申し込みや契約チャンネル・パック等の追加・変更・解約手続きなどができた（後に「e2プロモ」のデータ放送でも対応。メイン画面には「e2 by スカパー!」の静止ロゴが表示されるのみ）。
- 2008年6月30日 - 双方向データサービスを「e2プロモ」（後のスカパー!プロモ100）に集約するため放送を終了。終了後も001chの枠は残っているが、選局しても受信できない。

## 放送内容
スカパー!向けの「スカパー!プロモ100」が放送を休止した2018年8月27日をもって、スカパー!への加入方法・サービスの紹介番組や番組案内が全て終了。翌8月28日からは環境映像の『世界の景色』を終日無料放送している。
2018年8月27日まで放送されていた各番組は、主に月曜日19時と毎年1月1日0時を基準に毎週更新され、一週間単位で同じ内容の番組が繰り返し放送された。また、最大震度3以上の地震が発生した場合には地震情報のテロップを表示していた。
2016年12月15日24時までは画面をL字型に分割し、L字部分に番組情報や放送スケジュールなどを表示していたが、同日より番組本編は全画面表示に切り替わった。また、2017年12月27日17時まではデータ放送も運用しており、チャンネルを選局すると自動的にデータ放送が起動していた。
2018年8月27日時点で放送されていた番組は以下の通り。
- スカパー!はじめるガイド

毎時00分から10分と、22時から翌10時までの毎時30分から40分に放送。スカパー!の紹介および「2週間お試し体験」の手続き方法・加入方法、パック・セットや各種情報サービスの紹介。パック・セット等の内容が変更されると、その都度内容を差し替えていた。字幕放送にも対応。
- オススメ番組

『スカパー!はじめるガイド』以外の時間帯は、各専門チャンネルの番組プロモーション映像やスカパー!のCMを主に放送した。

### 過去に放送されていた番組
2018年8月27日よりも前に放送を終えていた番組は以下の通り。
- 『HOW TO スカパー!』、『プロモる〜む』『大人時間』『That's! 天気予報』以外の番組は、BSスカパー!やスカチャン5で初回放送されたものの再放送である。
- 特記のない限り以下の番組はすべて「スカパー!プロモ100」においても同様の内容が放送されていた。
- Welcome to スカパー!（e2） → HOW TO スカパー!（e2）

毎時30分から45分に放送。スカパー!の契約や加入方法、パック・セットの紹介、ペイ・パー・ビュー(PPV)番組の購入方法、契約変更の方法、各種情報サービスの紹介など。
番組名の末尾は「スカパー!プロモ200」では「スカパー!」、「スカパー!プロモ100」では「スカパー!e2」となり、それぞれのサービス名称を使った番組名になっていた。
- プロモる〜む

2009年4月から2010年4月まで、0～6・18・20・22時台の毎時45分から00分に放送され、e2プロモ（当時）でも放送された。原則として隔週更新で、水曜日の18時45分から19時が初回放送であった。
次原かな・辰巳奈都子・谷桃子と女性ゲスト1名によるトーク番組で、途中に番組宣伝が放送される。番組収録前の映像が「スカパー！Netてれび」で配信されていた（現在は削除されている）。
- おはようスカパー! → オモシロ番組∞おはようスカパー!

6時30分から7時と9時30分から10時に放送。2013年より放送開始し、同年6月11日に番組名を変更した。
チーミーとリモコンくんがスカパー!の番組を各ジャンル毎に紹介し、最後にBSスカパー!の「本日のおすすめ番組」を紹介していた（BSスカパー!の紹介は後に廃止された）。
2014年4月1日より番組をリニューアルし、「スカパー!カフェ」のマスターを演じる杉山ハリーのちょっとためになる話と共にスカパー!のおすすめ番組をジャンルごとに2つ紹介した。
なお、2000年代後半頃にはe2プロモ（当時）で「オモシロ番組∞」のタイトルで番組紹介を行なっていた。
- コミュニてれび

2013年7月5日から2014年3月17日までの20時から21時に放送。サッカー中継等が放送される日23時から放送していた。
様々なジャンルの「コミュニティー」に潜入し、その知られざる世界を浮き彫りにする。
- スカパー!映画部 ホメシネ → スカパー!映画部 ホメシネX（クロス）

2010年7月1日開始。2・6・10・12・14・16・18・20・23時台の00分から30分間放送（2013年6月1日2時で再放送終了）。
井筒和幸と福田萌がスカパー!で放送される映画作品の良さを見つけて褒めてゆく番組。
- スカ☆パラ

2008年6月から2011年10月まで、毎時00分から30分（一部時間帯を除く）に放送。「スカパー!プロモ100」でも放送された。詳細は後述。
- MUSIC VIDEO SELECTION

月曜日から木曜日は21時から、金曜日から日曜日は22時から30分間放送。スペースシャワーTVがオススメする楽曲のミュージック・ビデオ（主に邦楽）を紹介する。金曜日が初回放送で、初回のみ画面をL字に分割せず全画面表示としていた。
- 大人時間

2003年1月5日から2004年10月4日まで放送されていたバラエティー番組。原則として毎週月曜日更新で、放送時間は18時から23時の毎時30分から53分まで。泉谷しげるとKONTAが司会を務め、番組宣伝を兼ねたゲストとトークをするという内容であった。
- That's! 天気予報

2009年頃まで放送されていた天気予報。放送時間は、毎時58分から00分。e-天気.netより配給されていた番組であり、気象予報士が全国の天気を伝えるという内容であった。

### スカ☆パラ
スカ☆パラは、スカパー!プロモ（後のスカパー!プロモ200）およびe2プロモ（後のスカパー!プロモ100）で2008年6月から2011年10月まで放送されていたテレビ番組である。
スカパー!（現在のスカパー!プレミアムサービス）やスカパー!e2（現在のスカパー!）の週ごとのオススメ番組や最新情報を紹介していた。番組名は「スカパー！を見ればパラダイス！！」を略したものであり、東京スカパラダイスオーケストラとは無関係である。
2016年4月より『週刊スカパラニュース』として5年ぶりに復活し、BSスカパー!にて同年9月まで無料放送された。

#### 概要（スカ☆パラ）
スカ☆パラ
前半はスカパー!やスカパー!e2で放送されている特定のチャンネルに関連したゲストが登場し、MCの天野ひろゆきや加藤夏希とともにうんちくのあるトークを繰り広げる。カッパの女の子のCGキャラクター「スカッパ」（声 - 水沢史絵）が進行役を務める。
後半は、VTRによる番組のPR（ナレーション - 服部潤、一部はVTR後に司会がコメントをする）のほか、「チャンネルさんいらっしゃ〜い」と題し、各チャンネルの広報担当者などが1名登場し、放送内容の紹介を行う。加藤が視聴者プレゼントをねだるのが通例となっている。
通常はスタジオでのクロマキー撮影だが、屋外でロケを行う場合もあった。
2008年は毎月5日と20日の月2回内容更新（6月の更新は20日のみ）、2009年以降は毎週月曜19時に更新された。2011年9月26日の最終回まで、全156回にわたって放送された。
2008年9月から2010年3月には、スカパー!HDで視聴できるハイビジョン番組を紹介する『スカ☆パラ増刊号』が別途放送されていた（毎月20日更新、全19回）。
週刊スカパラニュース
従来の「スカパー!の番組情報」に加えて「パラスポーツ情報」を取り扱った。
MCのプチ鹿島と3名の女性アシスタント「スカパラガールズ」が週替わりで登場し、ゲストとともにニューススタイルで送る情報番組。2016年4月22日から9月30日まで、全21回放送（毎週金曜更新）。
同年8月26日と9月8日には『週刊スカパラニュース 特大号』として、開幕直前のリオデジャネイロパラリンピック情報のみに特化した60分の拡大版が放送された。レギュラー放送と異なりMCは鈴木健が担当し、レギュラー放送でパラスポーツ情報のコーナーのナビゲーターを担当していた美馬怜子がアシスタントを務めた。

#### ゲスト
週刊スカパラニュース
- #1 - 崔洋一、アルコ&ピース、蟹江一平
- #2 - アルコ&ピース
- #3 - 蟹江一平
- #4 - セルジオ越後
- #5 - 小田幸平
- #6 - セルジオ越後
- #7 - サンプラザ中野くん
- #8 - 古家正亨
- #9 - 有村昆
- #10 - 森次晃嗣
- #11 - 今中大介
- #12 - 南明奈
- #13 - 土屋巴瑞季
- #14 - やついいちろう（エレキコミック）
- #15 - 徳井健太（平成ノブシコブシ）
- #16 - 高橋ヨシキ
- #17 - 福田正博
- #18 - 小野まじめ（クールポコ。）
- #19 - 水道橋博士
- #20 - ペリー萩野
- #21 - 大西ライオン
- 特大号#1・#2 - 千葉真子、大菅小百合、古畑俊男（古畑は#1のみ）

#### 「スカ☆パラ」オープニング・エンディングテーマ曲
日付は初回更新日。
- 初代「I Feel So Good」Sweet Vacation（2008年6月1日 - 2009年3月16日）
- 2代目「ロボットハニー」Aira Mitsuki（2009年3月23日 - 2010年3月29日）
- 3代目「ステンレスガール」エイプリルズ（2010年4月5日 - 2011年9月26日）